# Wooly Boys
Wooly Boys (titulada El tercer rebelde en España) es una película estadounidense de 2001 dirigida por Leszek Burzynski. Fue protagonizada por Peter Fonda, Kris Kristofferson, Joseph Mazzello, Keith Carradine, Robin Dearden, Jad Mager, Adam Logan y Rosanna DeSoto. La película se estrenó el 7 de octubre de 2001 en Estados Unidos. 

## Sinopsis
Charles (Joseph Mazzello) es un adolescente de 16 años que no tiene ni idea del lío en que se va a meter cuando lleva a su abuelo Stoney (Peter Fonda) en contra de su voluntad a Minneapolis para someterse a un tratamiento médico. Shuck (Kris Kristofferson), el mejor amigo de Stoney, lo saca del hospital y le ayuda a escapar. Entonces Charles vivirá una auténtica aventura para ir a buscar a su abuelo al rancho en el que vive.

## Reparto
- Peter Fonda - A. J. "Stoney" Stoneman
- Kris Kristofferson - Shuck
- Joseph Mazzello - Charles Stoneman
- Keith Carradine - Oficial Hank Dawson
- Robin Dearden - Kate Harper
- Jad Mager - Billy Spratt
- Adam Logan - Owen Spratt
- Rosanna DeSoto - Martinez

- Datos: Q4020802